# Karaman (Stadt)

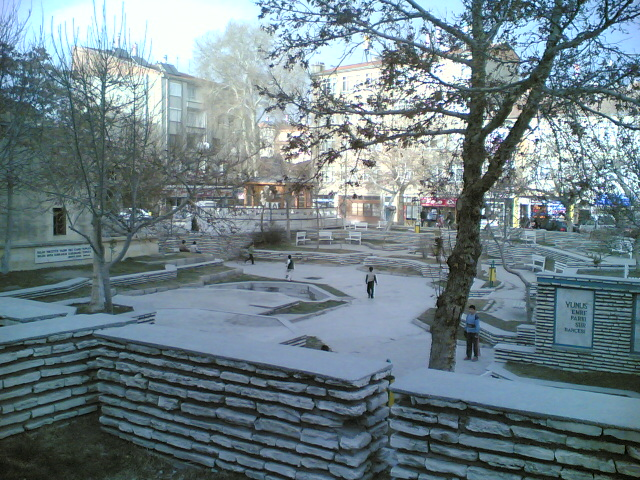
Das Stadtzentrum von Karaman

Karaman, früher Larende, altgriechisch Λάρανδα Laranda, hethitisch vielleicht Landa, ist eine türkische Stadt in Kleinasien und die Provinzhauptstadt der gleichnamigen Provinz Karaman.

## Stadt
Die Stadt liegt an der D715 zwischen Konya und Silifke. Die Entfernung in die Landeshauptstadt Ankara beträgt etwa 310 Kilometer Luftlinie in nördlicher Richtung, die Straßenentfernung ins Zentrum von Ankara (Yenimahalle) beträgt 373 km.

## Landkreis
Der Landkreis (bzw. Kaza als Vorgänger) Karaman bestand schon bei Gründung der Türkischen Republik in der Provinz (Vilâyet) Konya. Die erste Volkszählung 1927 erbrachte eine Einwohnerzahl von 37.078 Menschen in 93 Ortschaften auf 3.815 km² Fläche. Bis zur Gründung der selbständigen Provinz Karaman im Jahr 1989 gab der Kreis Teile seines Territoriums an andere neugegründete Kreise ab.
Durch das Gesetz Nr. 3578 wurde die Provinz am 15. Juni 1989 aus sechs ehemaligen Kreisen der Provinz Konya gebildet und Karaman wurde zum Verwaltungszentrum auserkoren.
2020 besteht der zentrale Landkreis (Merkez İlçe) der Provinzhauptstadt neben der Kreisstadt aus zwei weiteren Belediye: Sudurağı (2.235) und Akçaşehir (2.176 Einw.). Fünf ehemalige Belediye verloren 2017 diesen Status und wurden zu Dörfern zurückgestuft: Kılbasan, Kisecik, Taşkale, Yeşildere und Yollarbaşı. Die Zahl der Dörfer im Kreis beträgt also 93, das sind fast 60 Prozent aller Dörfer der Provinz. Im Durchschnitt wird jedes Dorf von 288 Menschen bewohnt. 32 Dörfer haben mehr Einwohner als der Durchschnitt, 19 weniger als Hundert. Im Kreis liegen das größte und das kleinste Dorf der Provinz. Die bevölkerungsreichsten Dörfer sind Kılbasan (1.607), Çakırbağ (1.567), Dere (1.173) und Yollarbaşı (9075 Einw.).
Der zentrale Landkreis hat bei Einwohnerzahl, Fläche und Bevölkerungsdichte die Spitzenposition aller sechs Kreise der Provinz inne.

## Geschichte
Während der oströmischen Herrschaft galt die Stadt als wichtige Garnisonsstadt gegen die islamischen Expansionszüge. 1165 eroberten die Seldschuken die Stadt, die ihnen durch den Dritten Kreuzzug und die damit einhergehende kurze Phase des Königreichs Kleinarmenien wieder entrissen wurde. 1211 wurde sie erneut eingenommen. Kılıç Arslan IV. überließ die Stadt den Karamaniden als Dank für ihre Expansionszüge. Zu Ehren der Dynastie nahm die Stadt den Namen Karaman an und war von 1256 bis in das 14. Jahrhundert Hauptstadt des Fürstentums.
1397 nahm der osmanische Sultan Bayezid I. die Stadt ein, wurde jedoch von Timurs Streitmacht so erheblich geschwächt, dass den Karamaniden die Rückeroberung gelang. 1466 wurde Larende von den Osmanen erobert und nach ein paar Jahren das Karamaniden-Beylik endgültig zerschlagen. Nach der osmanischen Eroberung folgte eine Phase des ökonomischen Niederganges, die jedoch mit der Eroberung Zyperns durch die Osmanen wieder endete, weil Karaman günstig positioniert in der Nähe der Seidenstraße und nahe dem Hafen in Silifke lag.
1935 wurde die Stadt mit dem Bau eines Elektrizitätswerkes an das Stromnetz angeschlossen.

## Bevölkerung

### Bevölkerungsentwicklung
Nachstehende, linke Tabelle zeigt den vergleichenden Bevölkerungsstand am Jahresende für die Provinz, den zentralen Landkreis und die Stadt Karaman und den jeweiligen Anteil an der übergeordneten Verwaltungsebene. Die Zahlen basieren auf dem 2007 eingeführten adressbasierten Einwohnerregister (ADNKS). Die letzten beiden Wertzeilen entstammen Volkszählungsergebnissen.

| Jahr | Provinz | Landkreis | Landkreis | Stadt | Stadt   |
| Jahr | abs.    | proz.     | abs.      | proz. | abs.    |
| ---- | ------- | --------- | --------- | ----- | ------- |
| 2020 | 254.919 | 78,25     | 199.482   | 84,37 | 168.299 |
| 2019 | 253.279 | 77,89     | 197.276   | 84,07 | 165.858 |
| 2018 | 251.913 | 77,02     | 194.018   | 83,47 | 161.946 |
| 2017 | 246.672 | 77,17     | 190.366   | 83,30 | 158.566 |
| 2016 | 245.610 | 76,63     | 188.221   | 82,91 | 156.056 |
| 2015 | 242.196 | 76,18     | 184.493   | 82,53 | 152.256 |
| 2014 | 240.362 | 75,46     | 181.383   | 81,79 | 148.362 |
| 2013 | 237.939 | 74,68     | 177.685   | 81,14 | 144.178 |
| 2012 | 235.424 | 74,50     | 175.397   | 80,75 | 141.630 |
| 2011 | 234.005 | 73,87     | 172.854   | 79,91 | 138.135 |
| 2010 | 232.633 | 73,18     | 170.240   | 79,41 | 135.185 |
| 2009 | 231.872 | 72,47     | 168.048   | 78,59 | 132.064 |
| 2008 | 230.145 | 71,35     | 164.207   | 77,46 | 127.192 |
| 2007 | 226.049 | 70,86     | 160.179   | 76,67 | 122.809 |
| 2000 | 243.210 | 62,68     | 152.450   | 69,13 | 105.384 |
| 1997 | 114.303 | 130,60    | 149.278   | 69,77 | 104.154 |

| Jahr                           | Kreis (Kaza/İlçe) | Kreisstadt |
| ------------------------------ | ----------------- | ---------- |
| Kaza im Vilayet Konya          |                   |            |
| 1927                           | 37.078            | 08.181     |
| 1935                           | 42.478            | 09.060     |
| Kaza im Vilâyet Konya          |                   |            |
| 1940                           | 48.703            | 12.489     |
| Ilçe im Il Konya               |                   |            |
| 1945                           | 53.488            | 12.460     |
| 1950                           | 60.066            | 13.476     |
| Kaza im Vilâyet Konya          |                   |            |
| 1955                           | 69.101            | 17.215     |
| Ilçe im Il Konya               |                   |            |
| 1960                           | 78.522            | 21.668     |
| 1965                           | 89.175            | 26.051     |
| 1970                           | 100.179           | 35.056     |
| 1975                           | 107.480           | 43.759     |
| 1980                           | 113.408           | 51.208     |
| 1985                           | 130.846           | 64.735     |
| selbst. Provinz (Ilçe Karaman) |                   |            |
| 1990                           | 125.927           | 76.525     |
| 1997                           | 149.278           | 104.154    |
| 2000                           | 152.450           | 105.384    |

### Volkszählungsergebnisse
Vostehende, rechte Tabelle gibt die bei den 14 Volkszählungen dokumentierten Einwohnerstände des zentralen Kreises Karaman und der Stadt Karaman wieder.
Die sechs oberen Wertezeilen sind den E-Books der Originaldokumente entnommen, die darunter liegenden Werte entstammen der Datenabfrage des Türkischen Statistikinstituts TÜIK – abrufbar über deren Website.

## Sehenswürdigkeiten
In der Yunus-Emre-Camii, dem ältesten Bau aus der Karamanidenperiode (1349), soll sich das Grab von Yunus Emre (um 1280 bis 1321) befinden. Im Westen der Stadt liegt die seldschukische Zitadelle von Karaman. Hinter der Hatuniye Medresi im Stadtzentrum befindet sich das archäologische und ethnographische Museum Karaman.
Innerhalb des Stadtbezirks liegen mehrere Höhlen, die besucht werden können, unter anderem die İncesu- und die Manazan-Höhle. Daneben gibt es ein Museum für Archäologie (vom Neolithikum bis in die Neuzeit).

## Fotografische Eindrücke aus Karaman

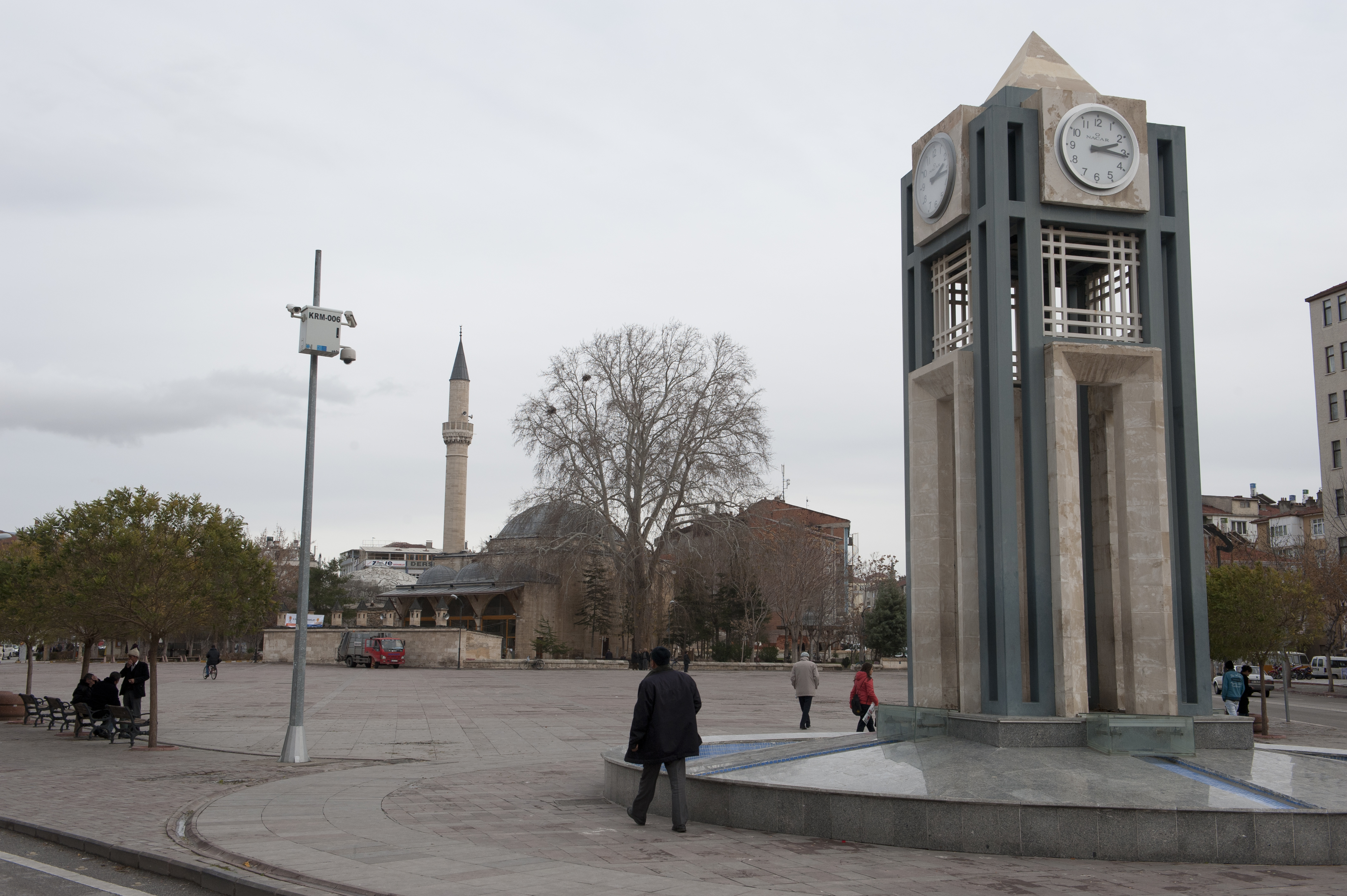
Uhrenturm (erbaut 2007)
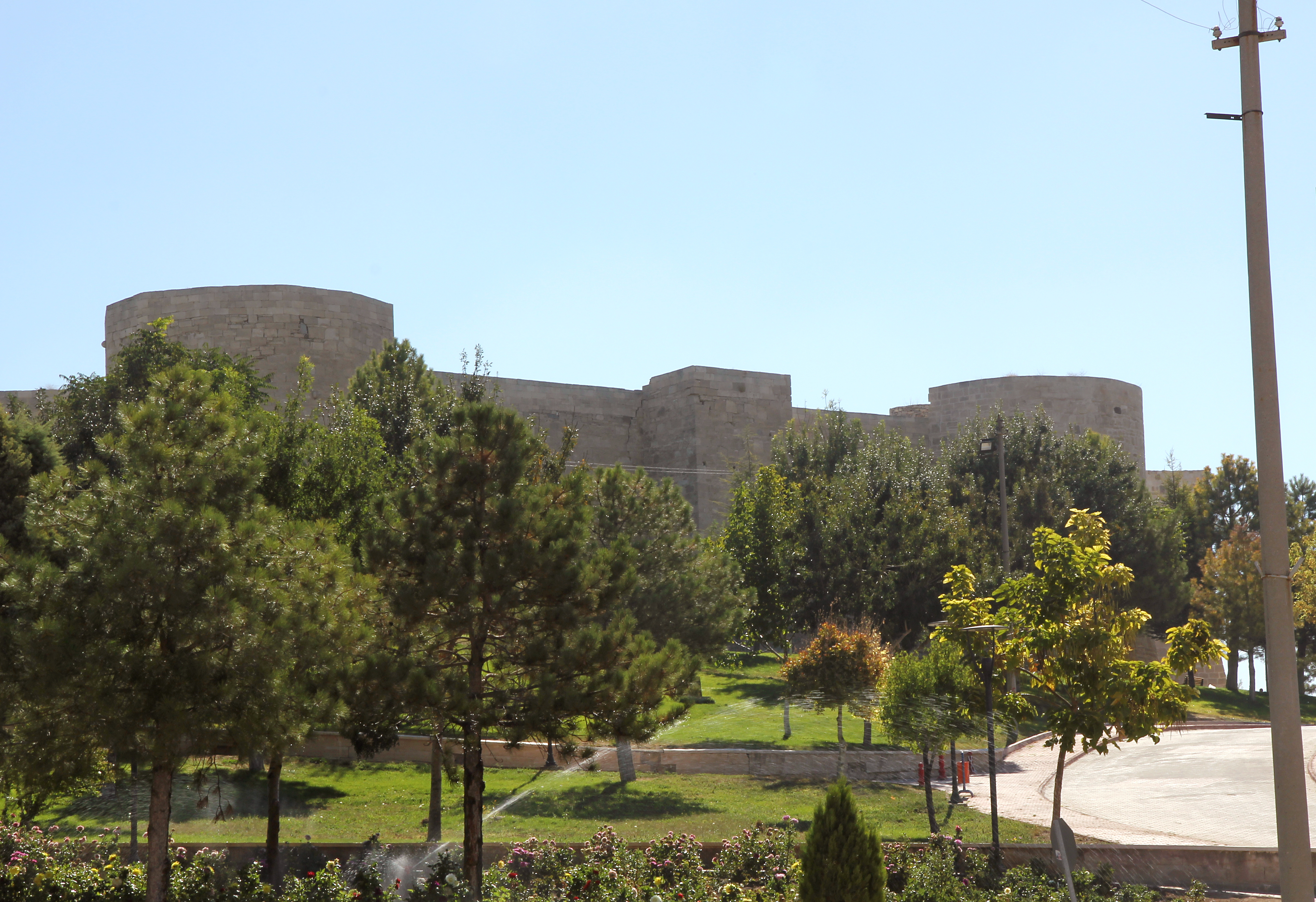
Die Zitadelle von Karaman
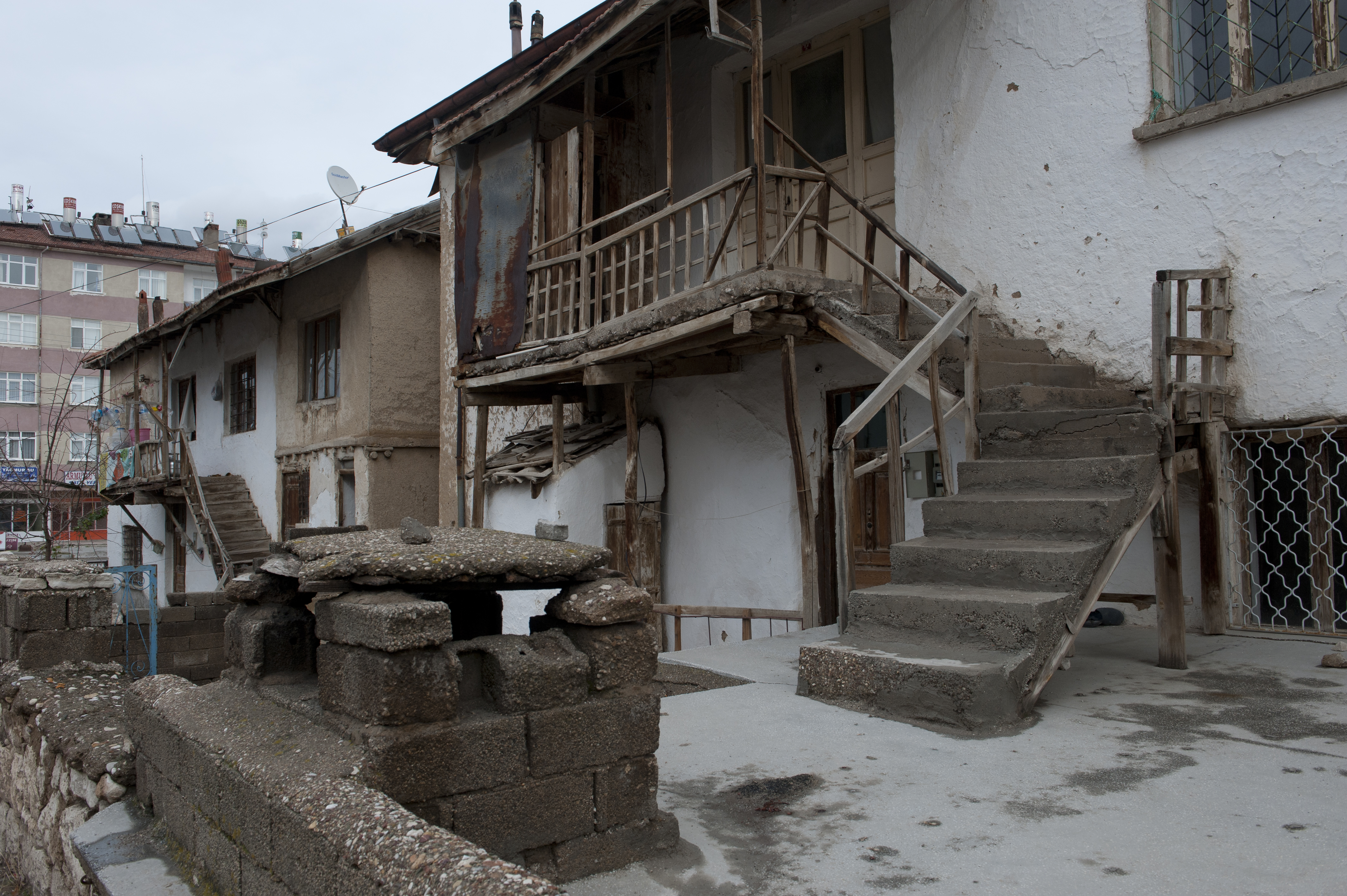
Historische Architektur
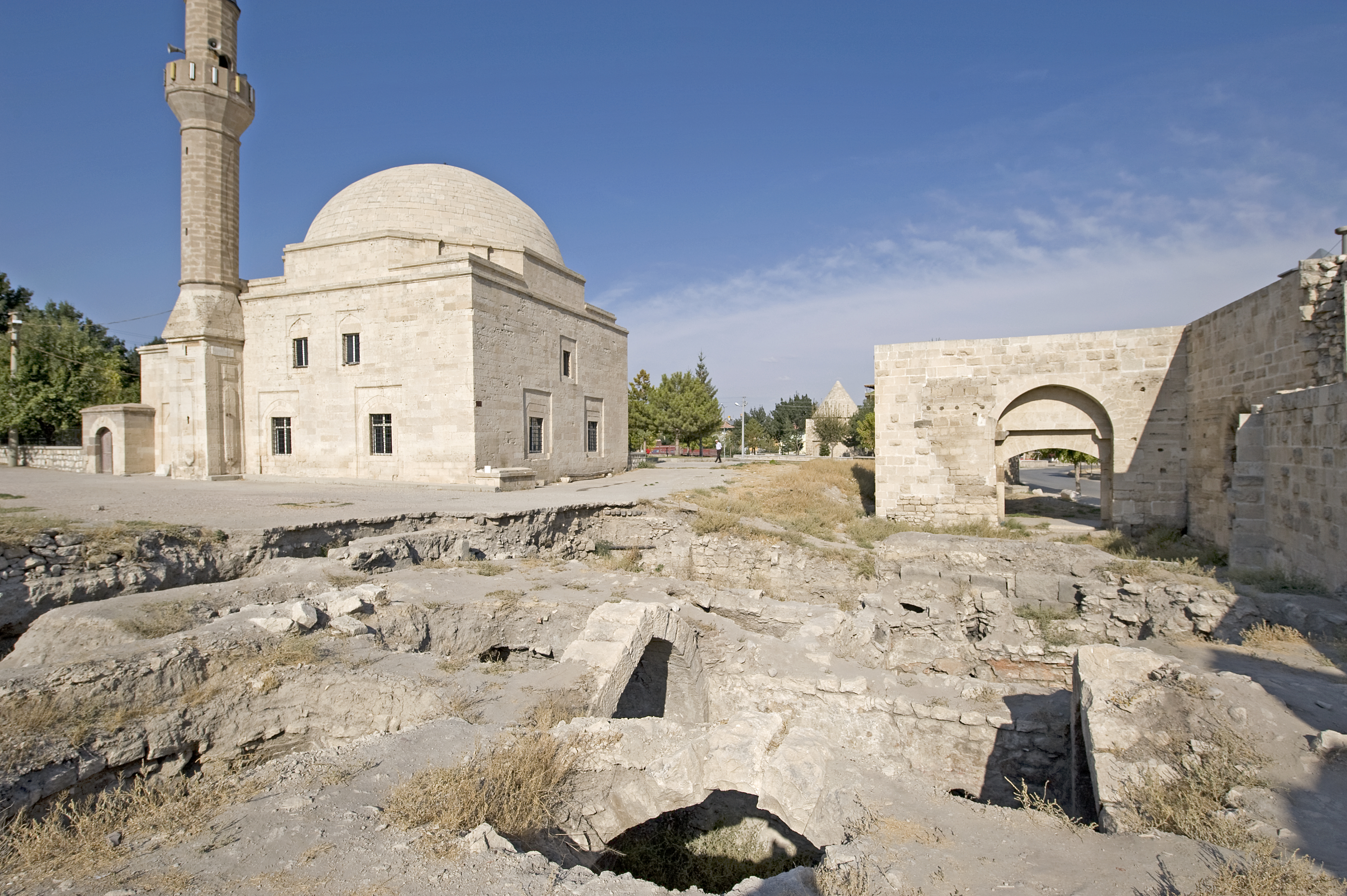
Moschee, 1547 ersterwähnt
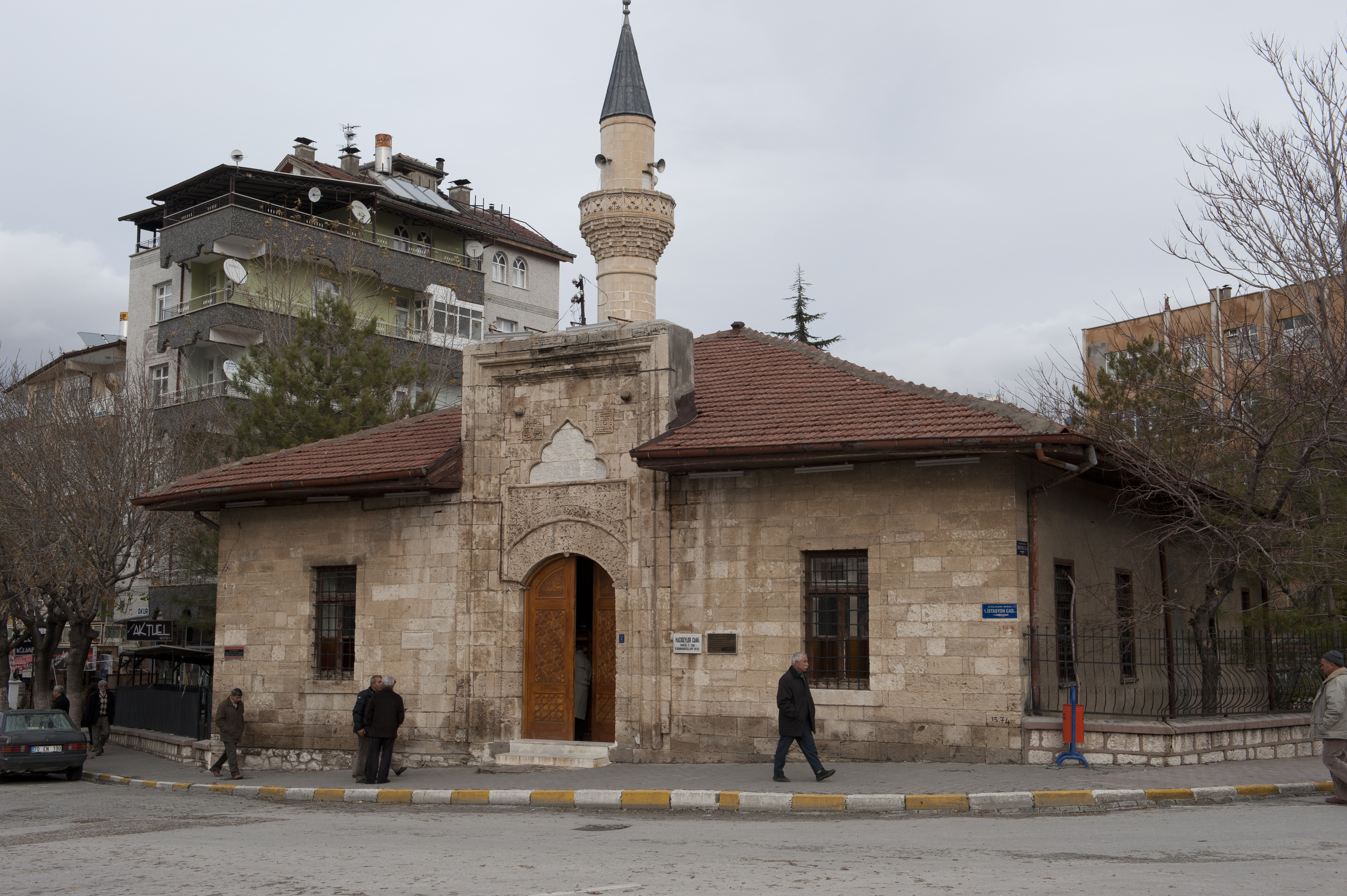
Haci-Beyler-Moschee (1358)
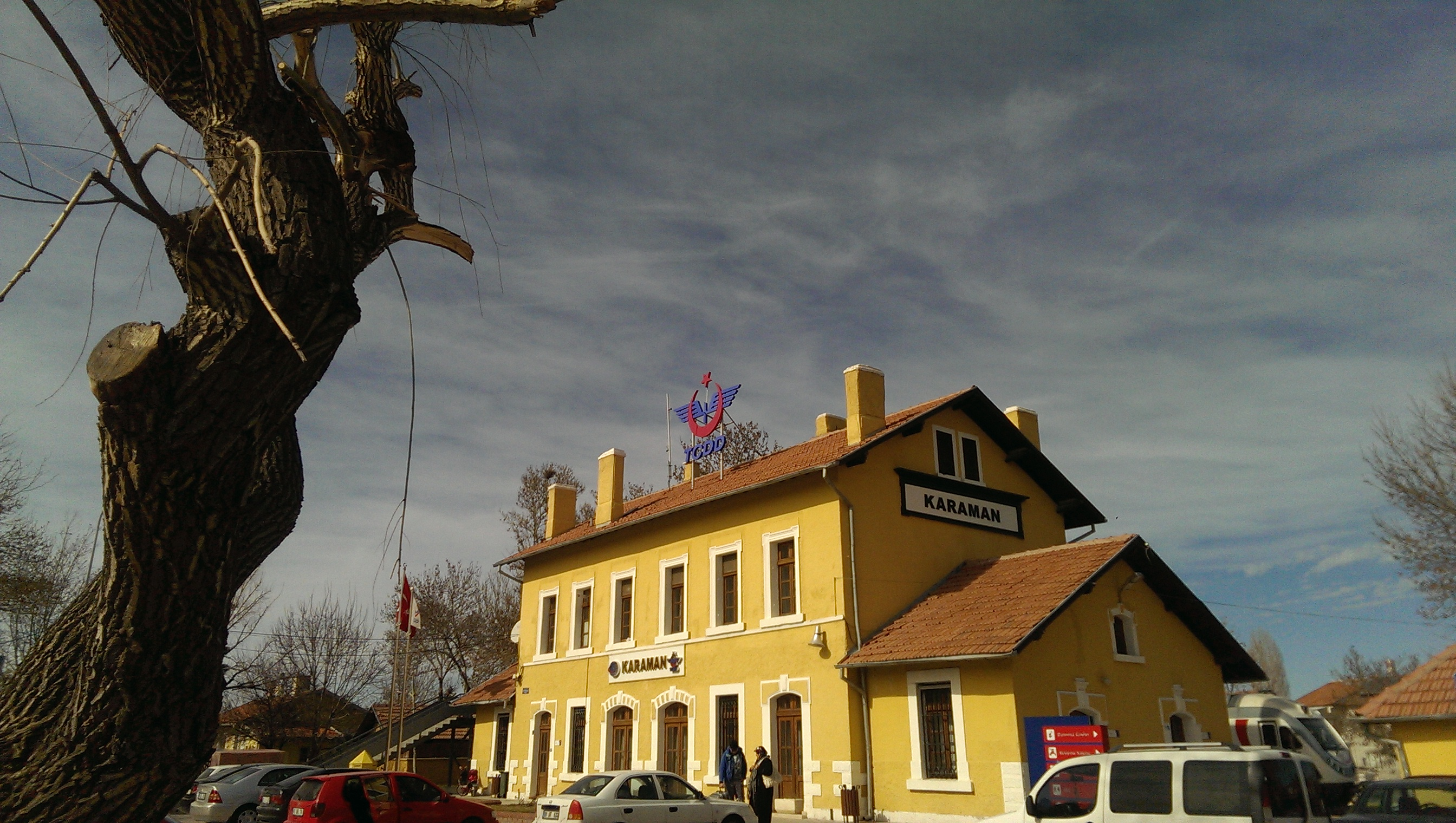
Bahnhofsgebäude

## Klimatabelle
|                        | Jan  | Feb  | Mär  | Apr  | Mai  | Jun  | Jul  | Aug  | Sep  | Okt  | Nov  | Dez  |   |       |
| Mittl. Temperatur (°C) | 0,4  | 1,2  | 5,9  | 11,5 | 16,3 | 20,7 | 23,8 | 23,4 | 18,9 | 13,0 | 6,5  | 2,4  | ⌀ | 12,1  |
| Mittl. Tagesmax. (°C)  | 5,4  | 6,6  | 12,2 | 18,2 | 23,3 | 28,0 | 31,3 | 31,4 | 27,5 | 20,8 | 13,1 | 7,4  | ⌀ | 18,8  |
| Mittl. Tagesmin. (°C)  | −4,0 | −3,6 | 0,0  | 4,9  | 8,7  | 12,6 | 15,4 | 15,1 | 10,5 | 5,9  | 0,9  | −2,0 | ⌀ | 5,4   |
|                        |      |      |      |      |      |      |      |      |      |      |      |      |   |       |
| Niederschlag (mm)      | 37,7 | 32,4 | 32,5 | 33,1 | 35,8 | 21,0 | 5,7  | 5,7  | 5,8  | 26,1 | 34,1 | 44,4 | Σ | 314,3 |
|                        |      |      |      |      |      |      |      |      |      |      |      |      |   |       |
| Sonnenstunden (h/d)    | 3,6  | 4,5  | 6,5  | 7,9  | 10,0 | 12,1 | 12,8 | 12,1 | 10,4 | 7,5  | 5,2  | 3,4  | ⌀ | 8     |
|                        |      |      |      |      |      |      |      |      |      |      |      |      |   |       |
| Regentage (d)          | 9,8  | 9,7  | 9,1  | 8,2  | 8,4  | 4,5  | 1,6  | 1,2  | 1,7  | 5,8  | 7,3  | 9,5  | Σ | 76,8  |

| −4,0 |

| −3,6 |

| 0,0 |

| 4,9 |

| 8,7 |

| 12,6 |

| 15,4 |

| 15,1 |

| 10,5 |

| 5,9 |

| 0,9 |

| −2,0 |

| −4,0 |

| −3,6 |

| 0,0 |

| 4,9 |

| 8,7 |

| 12,6 |

| 15,4 |

| 15,1 |

| 10,5 |

| 5,9 |

| 0,9 |

| −2,0 |

## Sonstiges
Die Kfz-Kennzeichen der Stadt und der Provinz beginnen mit der Ziffer 70.

## Söhne und Töchter (Auswahl)
- Ramazan Özgan (* 1942), Klassischer Archäologe
- Ömer Dinçer (* 1956), Politiker
- Lütfi Elvan (* 1962), Politiker und Minister für Verkehr, Kommunikation und maritime Angelegenheiten
- Fadime Örgü (* 1968), Politikerin der Niederlande
- Giray Kaçar (* 1985), Fußballspieler